# داني ويليامسون
داني ويليامسون (بالإنجليزية: Danny Williamson)‏ (5 ديسمبر 1973 في المملكة المتحدة - ) هو لاعب كرة قدم بريطاني في مركز الوسط. لعب مع نادي إيفرتون ونادي دونكاستر روفرز ونادي فارنبوروه ووست هام يونايتد.

## وصلات خارجية
- داني ويليامسون على موقع قاعدة بيانات كرة القدم.إي يو (الإنجليزية)
- داني ويليامسون على موقع عالم كرة القدم.نت (الإنجليزية)